# يوهان ياكوب بيدرمان
يوهان جاكوب بيدرمان (و. 1763 – 1830 م) هو رسام سويسري، ولد في فينترتور، توفي في زيورخ، عن عمر يناهز 67 عاماً.